# میترا منصوری
میترا منصوری (زاده ۶ آبان ۱۳۴۳ در کرمان) فارغ‌التحصیل رشته سینما گرایش کارگردانی از دانشگاه هنر کارگردان، تهیه‌کننده و برنامه‌ساز رادیو و تلویزیون، مستندساز، پژوهش‌گر، و کارآفرین ایرانی است.
وی از ۲۰۰۸ میلادی به کانادا مهاجرت کرده‌است و در آنجا زندگی و کار می‌کند و در حال حاضر عضو انجمن زنان فیلم‌ساز آتلانتیک (WIFT) و سازمان پشتیبان فیلم‌سازان آتلانتیک (AFCOOP) است.

## فعالیت‌ها
از کارهای میترا منصوری در مهاجرت می‌توان به ساخت مستند کوتاه «آسان نیست که…» (It’s not easy to) و فیلم کوتاهی به نام «من کانادایی هستم» (I am Canadian) اشاره کرد که از شبکه سی‌بی‌سی پخش شده‌است و در حال حاضر کارگردان و تهیه‌کننده برنامه هفتگی کوچه تنها برنامه فارسی‌زبان آتلانتیک شمالی نیز هست.
او به فعالیت‌های فرهنگی در هالی‌فکس نیز اشتغال دارد.

## آثار

### فیلم شانزده میلیمتری
- پته، مستند- داستانی، ۱۵ دقیقه، شرکت در جشنواره برلین، جشنواره فیلم رشد، برنده دیپلم افتخار جشنواره کوثر.
- انتظار، داستانی کوتاه، ۱ دقیقه
- آفتاب، داستانی کوتاه، ۱۲ دقیقه
- مسیح آباد، داستانی کوتاه، ۱۲ دقیقه
- فروش کار، فیلم وریته، ۱۳ دقیقه[۵]

### فیلم ویدئویی
- ما بی‌چرا زندگانیم، مستند- داستانی، ۲۵ دقیقه، نمایش در خانه هنرمندان، شرکت در جشنواره فیلم فروغ، جشنواره سینماگران پیشرو، نمایش در هفته هنری دوبی.[۲][عدم مطابقت با منبع]
- عشین، فیلم مستند، ۱۵ دقیقه، شرکت در هفته فیلم فروغ، مستندسازان زن، جشنواره سبز.

### مجموعهٔ تلویزیونی
- مجموعه داستانی مسافر، تهیه‌کننده و دستیار اول کارگردان
- کشف بزرگ - نویسنده، کارگردان و تهیه‌کننده - شبکه جهانی جام جم.[۶]

### برنامه تلویزیونی
- رایانه در زندگی، برنامهٔ علمی، ۱۳ قسمت ۲۰ دقیقه‌ای، شامل بررسی وضعیت و موقعیت کامپیوتر در فعالیت‌های گوناگون کشور ایران. شبکهٔ دوم سیما بایگانی‌شده  در ۳۰ سپتامبر ۲۰۱۳ توسط Wayback Machine
- مسابقه تلاش، مسابقه اقتصادی – سرگرمی، ۱۲۲ قسمت ۴۵ دقیقه‌ای.. با اجرای: سونیا پوریامین و محسن قصابیان، حسین محب‌اهری و فرحناز منافی‌ظاهر، حسین عرفانی و شهلا ناظریان. شبکهٔ اول سیما بایگانی‌شده  در ۲۸ اوت ۲۰۱۷ توسط Wayback Machine
- باران، برنامهٔ علمی، ۳۰ قسمت ۲۰ دقیقه‌ای، دربارهٔ اینترنت، جهت معرفی سایت‌های مفید و سالم اینترنت در زمینه‌های گوناگون، شبکه جام‌جم ۱ و ۲ (اروپا و آمریکا)
- مسابقه گزینه‌ها، مسابقه کامپیوتری، ۹۱ قسمت ۳۰ دقیقه‌ای، با اجرای محسن قصابیان. شبکهٔ پنج (تهران) سیما
- صدای پای کودکی- برنامه تخصصی کارشناسان آموزش کودک و نوجوان، ۲۶ قسمت ۲۵ دقیقه‌ای، با اجرای افشین اعلاء، شبکهٔ چهار سیما

### مستند
- ۱۳۸۲ - بم شهر بی‌دفاع[۲]
- ۱۳۹۴ - بر بال‌های زندگی[۷]